# 岳躍利
岳跃利（1958年6月5日—），河南平顶山人，中国大陸男演员。

## 生平
毕业于平顶山市第一中学，中国大陆湖南卫视旗下湖南华夏影视传播有限公司签约男演员，現北京稻草熊影視。曾被台湾媒体誉为“台湾妇女新偶像”，也因其早年多演出琼瑶剧集，因而常被大陆观众误认其为台湾人。經常飾演父親和王爺之類的角色，但在早期他的真實年齡反比劇中角色要年輕許多。除了歷史劇和武俠劇，亦也接演多部時裝戲和偶像劇，合作過的演員遍及兩岸三地。

## 作品

### 電視劇
- 1980年 《盾》
- 1986年 《烏龙山剿匪紀》饰演：刘喜。
- 1990年 《一代名妓李师师》饰演：蔡攸，兼任剧组制片主任
- 1990年 《婉君》饰演：崔尚琪父，兼任剧组制片主任
- 1990年 《哑妻》
- 1990年 《雪珂》饰演：雪珂父
- 1990年 《青青河边草》饰演：傅振廷 (小草爷爷)
- 1993年 《梅花烙》饰演：王爷，兼任劇組製片主任
- 1993年 《鬼丈夫》饰演：雾山村村长
- 1993年 《乡里妹子》
- 1993年 《新月格格》饰演：王爷
- 1993年 《农山》
- 1994年 《烟锁重楼》饰演：曾牧白
- 1995年 《新龙门客栈》饰演：雷震天
- 1995年 《今生今世》饰演：秦啸天
- 1996年 《侬本多情》饰演：韩冬
- 1997年 《神捕之北关喋血》饰演：赵无忌
- 1997年 《江山美人》
- 1998年 《苍天有泪》饰演：展祖望
- 1998年 《神雕侠侣》饰演：赵志敬
- 1998年 《木兰新编》饰演：李崇
- 1998年 《浪子大钦差之寻根记》饰演：胡星汉
- 1998年 《乡野传奇之黑娥》
- 1999年 《曾家大坟》饰演：朱镇长
- 2000年 《笑傲江湖》饰演：岳不群
- 2000年 《武林外史》饰演：朱富贵
- 2000年 《镇远镖局》
- 2001年 《昆仑》饰演：九如一
- 2001年 《麻将楼的故事》饰演：台湾富商
- 2001年 《青蛇与白蛇》饰演：白世昌
- 2001年 《侠女闯天关》饰演：诚王爷
- 2001年 《锵锵儿女到江湖》饰演：严寒
- 2001年 《南北一家亲》饰演：王福元
- 2002年 《龙凤奇缘》饰演：朱大人
- 2002年 《霍元甲》饰演：王爷
- 2002年 《追梦》饰演：邵子健
- 2002年 《青河绝恋》饰演：沈介山
- 2002年 《大唐情史》饰演：房玄龄
- 2002年 《女巡按之闯天关》饰演：刘是
- 2002年 《如来神掌》饰演：屠进
- 2002年 《东西奇遇结良缘》饰演：乔大爹
- 2002年 《十八岁的天空》饰演：熊校长
- 2002年 《草民县令》饰演：乾隆
- 2003年 《四大名捕會京師》饰演：诸葛神候
- 2003年 《四大名捕斗将军》饰演：诸葛神候
- 2003年 《天下无双》饰演：戴庆隆
- 2003年 《风流少年唐伯虎》饰演：唐广德
- 2003年 《奇迹》饰演：金虎
- 2003年 《草民县令》饰演：乾隆帝
- 2003年 《青天衙门》饰演：顺治帝/牛德章
- 2003年 《斩首行动》饰演：老七
- 2003年 《绝世双骄》饰演：无忌父
- 2003年 《至尊红颜》饰演：武父
- 2003年 《风云争霸》饰演：南宫烈
- 2003年 《神医侠侣》饰演：淳于意
- 2003年 《花姑子》饰演：章父，合作演员：张庭
- 2003年 《七武士》饰演：梅龙
- 2003年 《飞刀，又见飞刀》饰演：方天豪
- 2004年 《秦王李世民》饰演：唐高祖李渊
- 2004年 《残剑震江湖》饰演：知府孟大人
- 2004年 《风云Ⅱ》饰演：铁狂徒/铁神
- 2005年 《金茂祥》饰演：曲云亭
- 2005年 《福碌寿》饰演：皇帝
- 2005年 《青天衙门Ⅱ：伏魔录》
- 2005年 《天外飞仙》饰演：董千发
- 2005年 《断肠剑》饰演：钱大富
- 2005年 《聊斋Ⅰ－画皮》饰演：张道士
- 2005年 《雪域迷城》饰演：庞首席
- 2005年 《中华小当家》饰演：丁油
- 2005年 《徽娘宛心》饰演：吴翰文
- 2006年 《真爱之百万新娘》饰演：王光耀
- 2006年 《红孩儿》饰演：拍马温
- 2006年 《夜光神杯》饰演：土地公
- 2006年 《薛仁贵传奇》饰演：张士贵
- 2006年 《大旗英雄传》饰演：云枫
- 2006年 《悠悠寸草心》饰演：曹冬生
- 2006年 《梁山伯与祝英台》饰演：祝员外
- 2006年 《绣娘兰馨》饰演：辜松圃
- 2006年 《春天后母心》饰演：族长
- 2006年 《同年同月同日生》饰演：周父
- 2006年 《换子成龙》饰演：三叔公
- 2006年 《情锁》饰演：江民
- 2007年 《悠悠寸草心Ⅱ》饰演：曹冬生
- 2007年 《哑女情深》饰演：倪济仁
- 2007年 《大珍珠》饰演：白常天
- 2007年 《风月》饰演：甄千业
- 2007年 《幸福的眼泪》饰演：顾耀辉
- 2007年 《天下第一》饰演：上官云
- 2007年 《顺娘》饰演：七舅公
- 2007年 《芸娘》饰演：陆永年
- 2008年 《命中注定我愛你》饰演：中山龍
- 2008年 《人间烟火》饰演：谭衍生
- 2008年 《牌坊下的女人》饰演：季海青
- 2008年 《我的億萬麵包》饰演：恩浩父
- 2008年 《仙剑奇侠传三》饰演：唐坤
- 2009年 《我在1949，等你》饰演：唐非
- 2009年 《嘉慶君遊台灣》饰演：和珅
- 2009年 《翡翠鳳凰》
- 2010年 《泡沫之夏》饰演：歐辰爺爺
- 2010年 《雙龍傳》饰演：劉大學士
- 2010年 《孽缘》饰演：汪父
- 2010年 《閃婚》饰演：爺爺
- 2010年 《活佛濟公2貞節牌坊》饰演：梁華/梁豹
- 2010年 《再见艳阳天》饰演：石亨
- 2010年 《血脉》
- 2010年 《婚姻那些事兒》
- 2011年《完美丈夫》飾演：周爸爸
- 2011年《風雨桃花鎮》飾演：龍世庭
- 2012年 《偏偏爱上你》饰演：陆广发
- 2012年 《特别使命》饰演：柳大志
- 2013年 《怒海情仇》饰演：唐万钧
- 2013年 《雅典娜女神／青春烈火》饰演：陆华翁
- 2013年 《戀了愛了》飾演：江之帆
- 2013年 《陸貞傳奇》飾演：陸賈
- 2014年 《犀利仁师》飾演：刘一守
- 2014年 《古剑奇谭》飾演：叶父
- 2014年 《爱情回来了》飾演：包德华
- 2015年 《如果爱可以重来》飾演：
- 2015年 《极品新娘》飾演：沈老爷
- 2015年 《少年四大名捕》飾演：楚颜良
- 2015年 《聊齋新編》饰演：陸華翁
- 2015年 《淑女涩男》饰演：馬父(客串)
- 2015年 《冰与火的青春》饰演：高启良(客串)
- 2015年 《南侨机工英雄传》饰演：方老爺
- 2015年 《功夫婆媳》饰演：江临意
- 2015年 《幸福归来》饰演：光爷爷 (客串)
- 2015年 《乌鸦嘴妙女郎》饰演：王經理 (客串)
- 2015年 《逗吧逗把街之活爺來了》
- 2016年 《暗战危城》饰演：戚正源
- 2016年 《幸福在一起》饰演：龙尚天
- 2016年 《大世界》饰演：警察长
- 2016年 《淘气爷孙》饰演：陈渊博
- 2016年 《战火红颜》饰演：慕容尚
- 2017年 《繁星四月》饰演：叶广国
- 2017年 《玩伴》饰演：舒浩然(兼任"藝術總監")
- 2017年 《一粒红尘》饰演：齐桓
- 2017年 《亲爱的她们》饰演：富贵
- 2017年《忠義神兵鬧關山》飾演：鄭多米
- 2018年 《吃素的小爸》(網絡劇)饰 马日天
- 2018年 《许你浮生若梦》饰 九歲紅
- 2019年 《我是班主任》(網絡劇)饰演：校長
- 2019年 《小白招亲》(網絡劇)饰演：老白
- 2019年 《看见味道的你》饰演：何忘憂
- 2020年 《愛情的開關》饰演：蒋庆诚
- 2020年 《好妻子》饰演：贺振国 (2015年拍攝)
- 2020年 《古董局中局之鉴墨寻瓷》饰演：王忬
- 2020年 《那江烟花那江雨》(網絡劇)饰演：張翠花
- 2020年 《三嫁惹君心》饰演 居勝
- 2020年 《親愛的設計師》饰演 正熙老總
- 2020年 《了不起的兒科醫生》饰演 谷立峰
- 2021年 《靈域》(網絡劇)饰演 華老大/華天穹
- 2021年 《大侠卢小鱼之夕阳红战队》(網絡劇)饰演 風清白
- 2021年 《奶爸当家》饰演：于爸 (2015年拍攝)
- 2021年 《甜蜜》 饰演：周先生
- 2021年《良辰美景好時光》(網絡劇)飾演:陆爺爺
- 2021年 《乌鸦小姐与蜥蜴先生》(網絡劇) 饰演：皮尔博士
- 2021年《理想照耀中国》饰演 主任
- 2021年《北辙南辕》(網絡劇)飾演:戴望溪
- 2021年《陌生的恋人》(網絡劇)飾演:李維莘
- 2021年《循環初戀》(網絡劇)飾演：周爺爺
- 2021年《你好檢察官》飾演：姜元
- 2021年《公子倾城》(網絡劇)飾演：庄尘
- 2021年《夢見獅子》飾演：尚老
- 2021年《許純純的茶花運》(網絡劇)飾演：賀老太爺
- 2022年《镜·双城》飾演：大司命（客串）
- 2022年《祝卿好》(網絡劇)飾演：定北侯
- 2022年《且试天下》(網絡劇)飾演：秦相
- 2022年《新居之约》飾演：沈伯
- 2022年《沉香如屑》飾演：狐族族长(客串)
- 2022年《爱的二八定律》飾演：陽爸
- 2023年《耀眼的你啊》飾演：孟父
- 2023年《長月燼明》(網絡劇)飾演：老蚌王
- 2023年《凌云志》飾演：无极圣尊(2017年拍攝)
- 2023年《特工任務》飾演：黄家明
- 2024年《你也有今天》飾演：钱父
- 2024年《风华往事》飾演：邢老板(2017年拍攝)
- 2024年《致命遊戲》(網絡短劇)飾演：族長
- 2024年《别对我动心》飾演：保安大叔
- 2024年《顏心記》(網絡劇)飾演：威定王
- 2024年《燃！沙排少女》飾演：陈樹海(2020年拍摄)
- 2024年《春花焰》(網絡劇)飾演：刘忠
- 2025年 《心动千年》(网络短劇)飾演：程老爺(2021年拍摄)
- 2025年《开画！少女漫》(網絡劇)飾演：叶崎父	(2021年拍摄)
- 2025年《七根心简》(網絡劇)飾演：老族長
- 2025年《爱你不是三两天》飾演：大力爸(2015年拍攝)
- 未播出 《紅塵麗影》飾演：慕容莲父(2010年拍攝)
- 未播出 《爱无痕》(2013年拍攝)
- 待播中 《我的早更女友》
- 待播中 《女人花似夢》
- 待播中 《太古-千年回眸》
- 待播中 《王牌主播》
- 待播中 《格林威治时间》
- 待播中 《妙偶天成》(網絡劇)飾演： 甄建文
- 待播中 《倾城亦清欢》(網絡劇)（客串）
- 待播中 《砺刃》

### 电影
- 2007年 《司徒空探案》饰演：钦差大人
- 2010年 《武林外传》饰演：裴志成
- 2017年 《站在風口上》
- 2021年 《大紅包》
- 待播中 《秋浦流觞》
- 2020年《马咀村的笑声》
- 2020年 《艾特所有人》
- 2021年 《变异巨蟒》〈網絡電影〉
- 2022年 《亮剑：决战鬼哭谷》〈網絡電影〉
- 2022年 《剑侠情缘之刀剑决》
- 2023年 《倒数说爱你》
- 2023年 《大蛇4：迷失世界》

### 话剧
- 《雷雨》
- 《霓虹灯下的哨兵》

### 其他
- 2024年《国家宝藏 (第四季)》第七期